# Isohypsibius woodsae
Isohypsibius woodsae är en djurart som tillhör fylumet trögkrypare, och som beskrevs av Kathman 1990. Isohypsibius woodsae ingår i släktet Isohypsibius och familjen Hypsibiidae. Inga underarter finns listade i Catalogue of Life.